# Relations entre l'Abkhazie et l'Ossétie du Sud
Les relations entre l'Abkhazie et l'Ossétie du Sud (en russe : Отношения Абхазии и Южной Осетии; en abkhaze : Аԥсны-Аахыҵ Уаԥстәыла азыҟаӡаара; en ossète : Абхазийы-Хуссар Ирыстоны хъуыд) constituent les relations étrangères bilatérales entre la République d'Abkhazie et la République d'Ossétie du Sud, dont le statut international est contesté, les pays sont tous deux considérés comme faisant partie de la Géorgie par la majorité des États du monde.
L'Abkhazie et l'Ossétie du Sud reconnaissent mutuellement leur indépendance en signant un traité d'amitié et de coopération.
Le 19 septembre 2005, la veille du 15e anniversaire de l'indépendance de l'Ossétie du Sud, le président Sergueï Bagapch d'Abkhazie et le président Edouard Kokoïty d'Ossétie du Sud signent un traité d'amitié et de coopération à Tskhinvali. Le traité est ratifié par le Parlement d'Ossétie du Sud le 27 décembre et par le Parlement abkhaze le 15 février 2006. Le 20 septembre, Kokoïty décerne à Bagapch la médaille d'honneur.
Les relations diplomatiques entre les deux pays sont établies le 26 septembre 2007,.
Ces dernières années, les gouvernements d'Abkhazie et d'Ossétie du Sud travaillent en étroite collaboration à la recherche d'une plus grande reconnaissance internationale. Les dirigeants de l'Abkhazie et de l'Ossétie du Sud signent également un pacte de défense mutuelle, stipulant qu'en cas d'attaque de l'un des deux pays, l'autre doit s'impliquer dans la défense de l'autre. Pendant la guerre d'Ossétie du Sud de 2008, des soldats et des volontaires abkhazes soutenus par des parachutistes russes chassent les troupes géorgiennes de leur dernier bastion dans la vallée de Kodori en Abkhazie tandis que les forces russes et sud-ossètes sont engagées dans de violents combats avec les forces géorgiennes.
Le 18 août 2015, l'Abkhazie et l'Ossétie du Sud signent un accord sur les voyages sans visa lors d'une visite du ministre abkhaze des Affaires étrangères Viacheslav Chirikba à Tskhinvali. Les deux États sont membres de la Communauté pour la démocratie et les droits des nations.

## Ambassadeurs

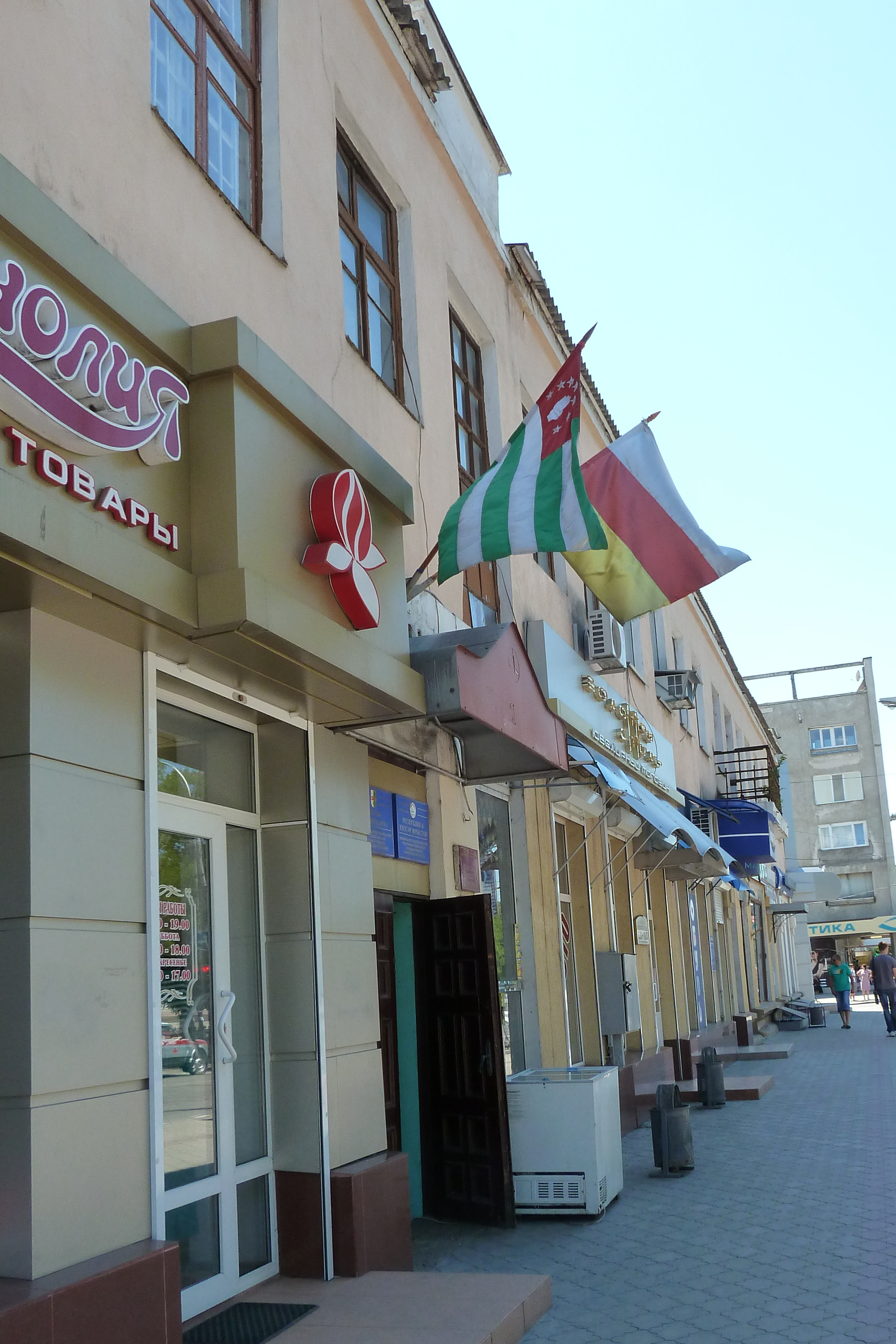
Représentations de l'Abkhazie (bureau de représentation) et de l'Ossétie du Sud (consulat) à Tiraspol, République moldave de Pridnestrovian (Transnistrie)

Le 26 septembre 2007, le premier ambassadeur d'Ossétie du Sud en Abkhazie, Robert Kokoity, présente ses lettres de créance au président d'Abkhazie, Sergueï Bagapch. Le 15 avril 2008, la chancellerie d'Ossétie du Sud dans la capitale de l'Abkhazie, Soukhoumi, est officiellement ouverte. Le 10 décembre 2010, le président Kokoity accepte les lettres de créance de Nodar Pliev, ambassadeur d'Abkhazie en Ossétie du Sud. Après avoir succédé à Eduard Kokoity à la présidence de l'Ossétie du Sud, Leonid Tibilov démet de ses fonctions d'ambassadeur Robert Kokoity le 25 juillet 2012 Le 15 avril 2013, Oleg Botsiev est nommé à sa place. Le 19 août, Oleg Botsiev présente ses lettres de créance au ministre abkhaze des Affaires étrangères Viacheslav Chirikba, et le 20 août, au président Alexandre Ankvab.
Le 27 janvier 2014, le président Ankvab rappelle Nodar Pliev l'actuel ambassadeur en Ossétie du Sud et nomme Alan Elbakiev comme son successeur,. Elbakiev reçoit ses lettres de créance le 7 février et les présente au président Leonid Tibilov d'Ossétie du Sud le 28 février,.
En août 2015, la chancellerie d'Abkhazie à Tskhinvali est officiellement inaugurée.